# Janet Currie
Pour les articles homonymes, voir Currie.
Janet Currie est une économiste canado-américaine. Elle est actuellement professeure d'économie à l'Université de Princeton et directrice du Center for Health and Wellbeing de Princeton,. Elle a été présidente du département d'économie de Princeton de 2014 à 2018. Elle a également été la première femme à diriger le Département d'économie de l'Université Columbia de 2006 à 2009. Avant de rejoindre l'Université de Columbia, elle a enseigné à l'Université de Californie à Los Angeles.  
En juillet 2015, elle a été nommée l'une des 10 meilleures femmes en économie par le Forum économique mondial. Elle a été reconnue pour ses activités de mentorat par le prix Carolyn Shaw Bell de l'American Economics Association en 2015. Elle a aussi remporté le prix NOMIS Distinguished Scientist en 2019  Elle a été élue membre de l'Académie nationale des sciences en avril 2019. 
Elle a des Doctorats honoris causa l'Université de Lyon  et de l'Université de Zurich.  

## Carrière
Currie codirige le programme sur les familles et les enfants du National Bureau of Economic Research. Elle est membre de diverses associations professionnelles, notamment membre de la National Academy of Medicine (NAM), membre de l'American Academy of Arts and Sciences, de l'American Academy of Political and Social Science et de l'Econometric Society. Elle est l'ancienne présidente de la Society of Labor Economists et de la Eastern Economics Association, et a précédemment été vice-présidente de l'American Economic Association.  Elle est également affiliée à l'Institut d'études du travail (IZA) de Bonn, en Allemagne. Elle a été membre du Comité consultatif sur les statistiques du travail et du revenu de Statistique Canada. 
Elle a siégé au Conseil des éditeurs du magazine Science de 2014 à 2018 et fut rédactrice en chef du Journal of Economic Literature  de 2010 à 2013. Currie siège actuellement au conseil consultatif du Journal of Economic Perspectives et est rédactrice en chef adjoint du Journal of Population Economics . Elle a auparavant occupé des postes éditoriaux dans de nombreuses revues économiques à comité de lecture, dont le Quarterly Journal of Economics , le Journal of Health Economics et le Journal of Public Economics .

## Publication et recherches
Bien que Currie ait publié plusieurs études au début de sa carrière sur la négociation collective dans le secteur public  elle est surtout connue pour son travail sur l'impact de la pauvreté et les politiques gouvernementales anti-pauvreté sur la santé et le bien-être des enfants au cours de leur vie. cycle. Au début des années 1990, elle a été l'une des premières économistes à évaluer de tels programmes du point de vue de l'enfant. Elle a écrit sur les programmes d'intervention précoce, les extensions du programme Medicaid, les logements sociaux et les programmes d'alimentation et de nutrition. En travaillant avec Jonathan Gruber, elle a montré que l'extension de l'assurance maladie publique aux femmes et aux enfants à faible revenu améliorait l'accès aux soins et réduisait la mortalité infantile. La recherche sur les effets du filet de sécurité sur les enfants américains est examinée dans son livre, "The Invisible Safety Net". 
Currie a également étudié des déterminants socio-économiques de la santé infantile et des nouveau-nés. Ses recherches sur les disparités dans l'exposition fœtale à la pollution et leurs conséquences est résumé dans sa discours à l'American Economics Association en 2011. En travaillant avec Anna Aizer et Hannes Schwandt, elle a montré que l'inégalité de la mortalité diminue chez les enfants américains, en même temps que l'inégalité de la mortalité chez les adultes a augmenté, et a attribué cette amélioration à l'effet protecteur des programmes sociaux. Dans l'ensemble, son travail montre que la petite enfance, y compris la période fœtale, est d'une grande importance pour le développement des capacités productives des enfants et que les programmes ciblant la petite enfance peuvent être particulièrement efficaces pour remédier aux inégalités commençant à l'enfance. 
Ses articles ont été cités plus de 35000 fois selon google scholar et elle est la deuxième femme la plus citée en économie selon le site IDEAS/RePec. 
Ses recherches ont été cités dans Le Monde, Le Figaro, CNN, New York Times et de nombreux médias internationaux.